# Manuel Sarabia
Manuel Sarabia López (ur. 9 stycznia 1957 w Abanto Zierbena) – hiszpański piłkarz, reprezentant kraju, grający na pozycji napastnika.

## Kariera piłkarska
Urodzony w Abanto y Ciérvana-Abanto Zierbena Sarabia rozpoczął swoją przygodę z piłką w zespole Bilbao Athletic, będącym rezerwami Athleticu Bilbao. W pierwszym zespole zadebiutował 19 września 1976 w zremisowanym 1:1 domowym meczu z CD Málaga. Sezon 1977/78 spędził na wypożyczeniu w Barakaldo CF.
Od sezonu 1978/79 był pełnoprawnym członkiem pierwszego składu. Dwukrotnie sięgnął z zespołem do mistrzostwo Primera División w latach 1982/83 i 1983/84. Sezon 1983/84 zakończył się także zdobyciem Pucharu Króla. W ramach tych rozgrywek dwukrotnie docierał do finału, przegrywając w sezonie 1976/77 z Realem Betis i 1984/85 z Atlético Madryt.
Sarabia zdobył także z Athleticiem po Superpuchar Hiszpanii w 1984. Athletic z Sarabią w składzie dotarł do finału Pucharu UEFA w sezonie 1976/77. Dwumecz stosunkiem bramek na wyjeździe wygrał Juventus i to włoski zespół sięgnął po trofeum. Sarabia występował w Athletic do 1988 i w 284 meczach ligowych dla Basków, zdobył 83 gole.
Sarabia przeszedł na emeryturę w wieku 34 lat w 1991, po trzech sezonach w CD Logroñés, również grającym na najwyższym poziomie.
| Sezon   | Klub              | Kraj      | Rozgrywki        | Mecze | Bramki |
| ------- | ----------------- | --------- | ---------------- | ----- | ------ |
| 1974/75 | Athletic Bilbao B | Hiszpania |                  |       |        |
| 1975/76 | Athletic Bilbao B | Hiszpania |                  |       |        |
| 1976/77 | Athletic Bilbao B | Hiszpania |                  |       |        |
| 1976/77 | Athletic Bilbao   | Hiszpania | Primera División | 3     | 0      |
| 1977/78 | Barakaldo CF      | Hiszpania | Segunda División | 33    | 15     |
| 1978/79 | Athletic Bilbao   | Hiszpania | Primera División | 24    | 9      |
| 1979/80 | Athletic Bilbao   | Hiszpania | Primera División | 23    | 3      |
| 1980/81 | Athletic Bilbao   | Hiszpania | Primera División | 26    | 10     |
| 1981/82 | Athletic Bilbao   | Hiszpania | Primera División | 31    | 13     |
| 1982/83 | Athletic Bilbao   | Hiszpania | Primera División | 33    | 16     |
| 1983/84 | Athletic Bilbao   | Hiszpania | Primera División | 32    | 9      |
| 1984/85 | Athletic Bilbao   | Hiszpania | Primera División | 30    | 1      |
| 1985/86 | Athletic Bilbao   | Hiszpania | Primera División | 27    | 7      |
| 1986/87 | Athletic Bilbao   | Hiszpania | Primera División | 38    | 11     |
| 1987/88 | Athletic Bilbao   | Hiszpania | Primera División | 17    | 4      |
| 1988/89 | CD Logroñés       | Hiszpania | Primera División | 24    | 4      |
| 1989/90 | CD Logroñés       | Hiszpania | Primera División | 31    | 12     |
| 1990/91 | CD Logroñés       | Hiszpania | Primera División | 24    | 2      |

## Kariera reprezentacyjna
Karierę reprezentacyjną rozpoczął 16 lutego 1983 w meczu przeciwko Holandii, wygranym 1:0. W 1984 został powołany przez trenera Miguela Muñoza na Mistrzostwa Europy 1984. Podczas turnieju zagrał w spotkaniach przeciwko Portugalii i Danii. 
Zagrał także w spotkaniu finałowym przeciwko gospodarzom turnieju Francuzom. Tamten mecz zakończył się porażką Hiszpanów 0:2. Po raz ostatni w drużynie narodowej Sarabia pojawił się 18 grudnia 1985. Przeciwnikiem była Bułgaria, a mecz zakończył się zwycięstwem Hiszpanów 2:0. Łącznie Sarabia w latach 1983–1985 zagrał w 15 spotkaniach w barwach La Furia Roja, w których strzelił dwie bramki. 
| Mecze i gole w reprezentacji | Mecze i gole w reprezentacji | Mecze i gole w reprezentacji | Mecze i gole w reprezentacji | Mecze i gole w reprezentacji | Mecze i gole w reprezentacji | Mecze i gole w reprezentacji |
| #                            | Data                         | Miasto                       | Przeciwnik                   | Gol                          | Wynik                        | Rozgrywki                    |
| ---------------------------- | ---------------------------- | ---------------------------- | ---------------------------- | ---------------------------- | ---------------------------- | ---------------------------- |
| 1.                           | 16.02.1983                   | Sewilla                      | Holandia                     |                              | 1:0                          | El. ME 1984                  |
| 2.                           | 29.05.1983                   | Reykjavík                    | Islandia                     |                              | 1:0                          | El. ME 1984                  |
| 3.                           | 21.12.1983                   | Sewilla                      | Malta                        | Gol                          | 12:1                         | El. ME 1984                  |
| 4.                           | 18.01.1984                   | Kadyks                       | Węgry                        |                              | 0:1                          | towarzyski                   |
| 5.                           | 29.02.1984                   | Luksemburg                   | Luksemburg                   |                              | 1:0                          | towarzyski                   |
| 6.                           | 11.04.1984                   | Walencja                     | Dania                        |                              | 2:1                          | towarzyski                   |
| 7.                           | 31.05.1984                   | Budapeszt                    | Węgry                        |                              | 1:1                          | towarzyski                   |
| 8.                           | 07.06.1984                   | La Línea de la Concepción    | Jugosławia                   |                              | 0:1                          | towarzyski                   |
| 9.                           | 17.06.1984                   | Marsylia                     | Portugalia                   |                              | 1:1                          | ME 1984                      |
| 10.                          | 24.06.1984                   | Lyon                         | Dania                        |                              | 1:1                          | ME 1984                      |
| 11.                          | 27.06.1984                   | Paryż                        | Francja                      |                              | 0:2                          | ME 1984                      |
| 12.                          | 23.01.1985                   | Alicante                     | Finlandia                    |                              | 3:1                          | towarzyski                   |
| 13.                          | 26.05.1985                   | Cork                         | Irlandia                     |                              | 0:0                          | towarzyski                   |
| 14.                          | 12.06.1985                   | Reykjavík                    | Islandia                     | Gol                          | 2:1                          | El. MŚ 1986                  |
| 15.                          | 18.12.1985                   | Walencja                     | Bułgaria                     |                              | 2:0                          | towarzyski                   |

## Kariera trenerska
Sarabia był trenerem Bilbao Athletic przez ostatnie jedenaście dni sezonu 1994/95. Kontynuował tę pracę w następnym sezonie, jednak spadł z zespołem z rozgrywek. W połowie sezonu 1999/2000 został trenerem CD Badajoz. 
W połowie sezonu 2001/2002 zatrudnił go Numancia Soria. Był to ostatni zespół, w którym Sarabia pracował jako szkoleniowiec.

## Sukcesy
Hiszpania
- Mistrzostwa Europy (1): 1984 (2. miejsce)

Athletic Bilbao
- Mistrzostwo Primera División (2): 1982/83, 1983/84
- Puchar Króla (1): 1983/84
- Finał Pucharu Króla (2): 1976/77, 1984/85
- Superpuchar Hiszpanii (1): 1984
- Finał Pucharu UEFA (1): 1976/77